# Franse parlementsverkiezingen 1945
De Franse parlementsverkiezingen van 1945 werden in oktober 1945 gehouden. Het waren de eerste parlementsverkiezingen in Frankrijk na de Tweede Wereldoorlog.

## Uitslag

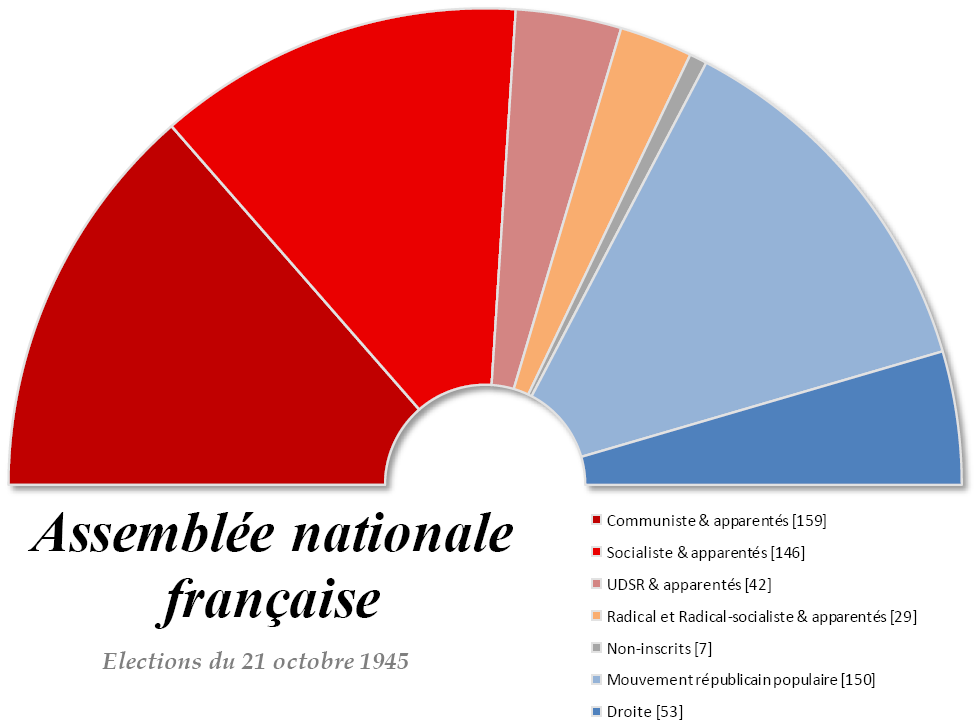
Verkiezingsuitslag

| Partij                                                                                          | %     | Zetels |
| ----------------------------------------------------------------------------------------------- | ----- | ------ |
| Communistische Partij van Frankrijk (Parti Communiste Français)                                 | 26,2% | 161    |
| Franse Sectie van de Arbeiders Internationale (Section Française de l'Internationale Ouvrière)  | 23,4% | 150    |
| Republikeinse Volksbeweging (Mouvement Républicain Populaire)                                   | 23,9% | 150    |
| Nationaal Centrum van Onafhankelijken en Boeren (Centre National des Indépendants et Paysans)   | 15,6% | 64     |
| Republikeinse Radicalen en Radicaal-Socialisten (Républicains Radicaux et Radicaux-Socialistes) | 10,5% | 57     |
| Overigen                                                                                        | 0,1%  | 4      |
| Totaal                                                                                          | 100%  | 586    |